# سخنرانی عمومی

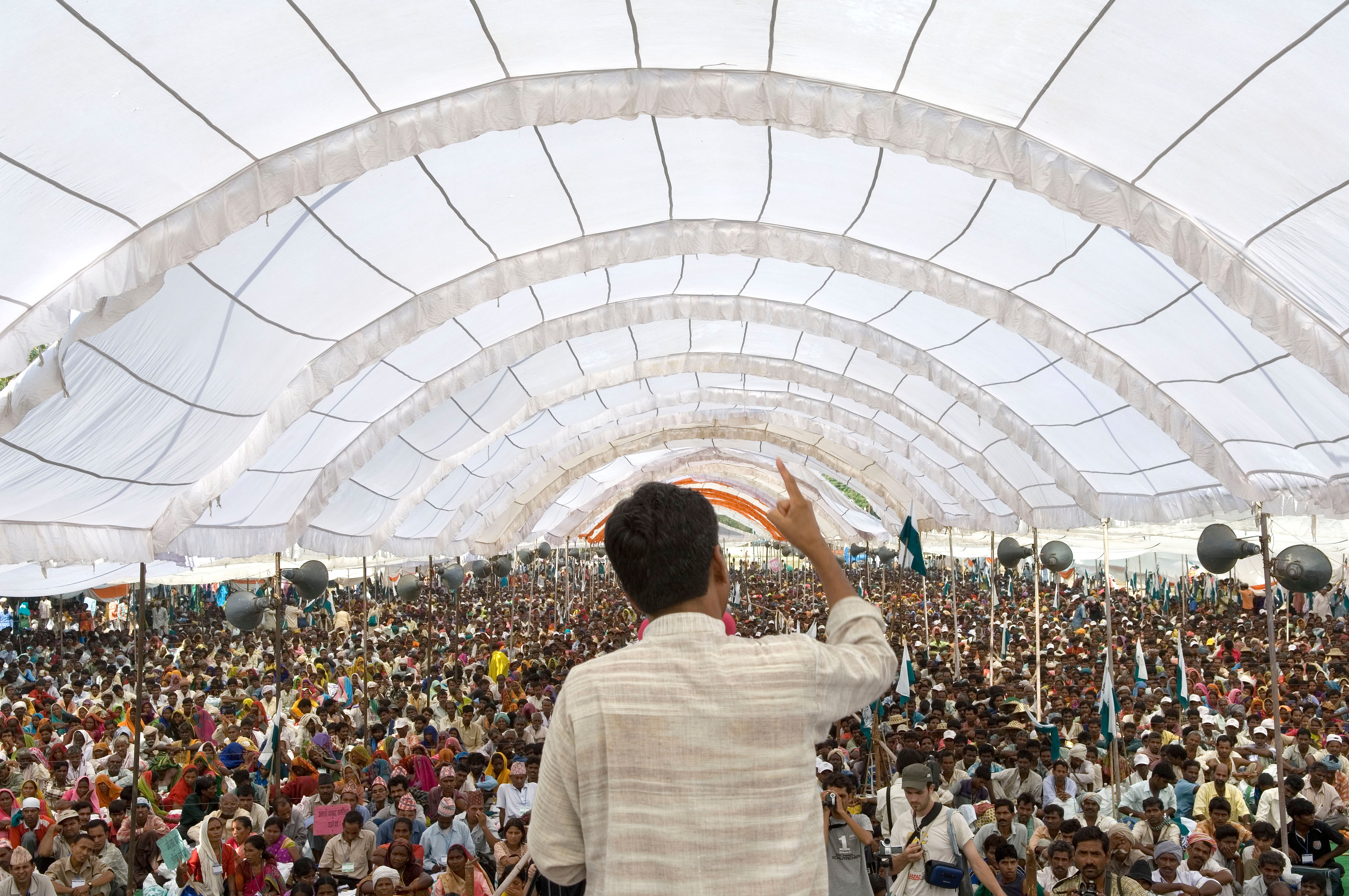
یک سخنرانی عمومی در کشور هندوستان - ۲۰۰۷

سخنرانی عمومی (انگلیسی: Public speaking) از شاخه‌های علوم سیاسی، بلاغی و هنرهای نمایشی است، که به فرایند اجرای زنده یک سخنرانی برای مخاطب اطلاق می‌شود. سخنرانی عمومی اغلب به صورت یک اجرای رسمی و چهره به چهره، توسط یک فرد بعنوان سخنران، به گروهی از شنوندگان ارائه می‌شود. سخنرانی عمومی می‌تواند با اهداف خاصی همچون اطلاع‌رسانی، متقاعد کردن یا سرگرمی انجام شود.